# Rousínov
Rousínov é uma cidade checa localizada na região de Morávia do Sul, distrito de Vyškov‎.